# Postface (film)
Pour plus de détails, voir Fiche technique et Distribution.
Postface (Послесловие, Poslesloviye) est un film soviétique réalisé par Marlen Khoutsiev, sorti en 1984. C'est l'adaptation de la nouvelle Le Beau-père est arrivé (Тесть приехал) de Youri Pakhomov (ru).

## Synopsis
Âgé Alexei Borisovitch arrive à Moscou pour se rendre avec sa fille. Mais la fille est absente. À la maison reste seulement son gendre Victor. Quelques jours deux hommes si distinctifs passent ensemble.

## Fiche technique
- Titre original : Послесловие, Poslesloviye
- Titre français : Postface
- Réalisation : Marlen Khoutsiev
- Scénario : Marlen Khoutsiev d'après Youri Pakhomov (ru)
- Pays d'origine : URSS
- Format : Couleurs - 35 mm
- Genre : drame
- Durée : 98 minutes
- Dates de sortie :
  -  Union soviétique : mars 1984
  -  Allemagne de l'Est : 20 décembre 1984 (première télévisée)

## Distribution
- Rostislav Pliatt : Alexei Borisovitch
- Andreï Miagkov : Victor